# Daniel Blumenthal

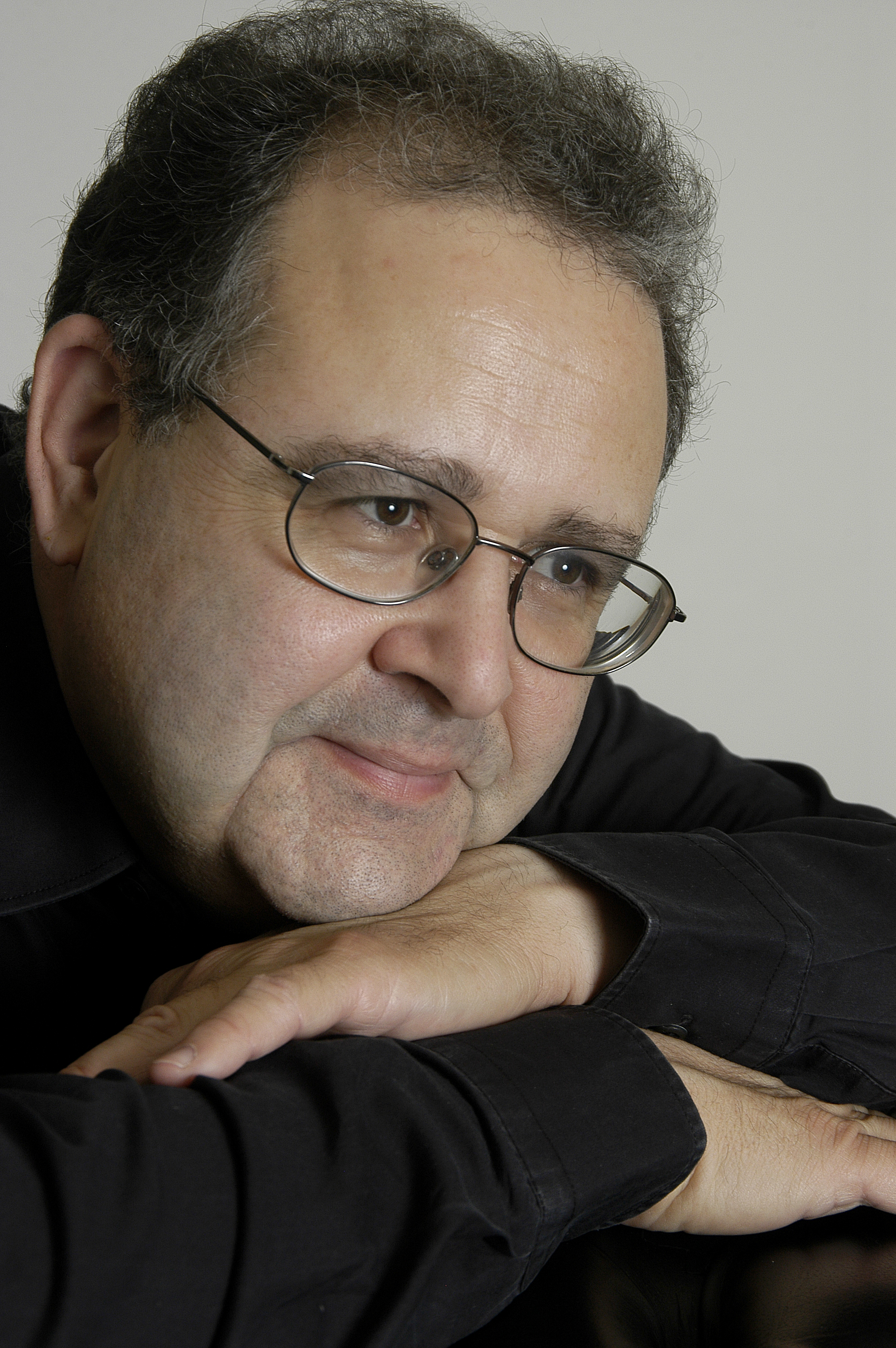
Daniel Blumenthal in 2007

Daniel Blumenthal (Landstuhl, 1952) is een Duits klassiek pianist.

## Jeugd en opleiding
Blumenthal werd geboren uit Amerikaanse ouders in Duitsland. Hij verhuisde met zijn ouders naar Parijs waar hij op vijfjarige leeftijd begon met piano spelen. Na zijn middelbare school ging hij muziek studeren aan de American University in Washington, de University of Michigan waar hij zijn Bachelor of Music behaalde en de Juilliard School in New York waar hij zijn master titel in Music en zijn doctoraat in Musical Arts behaalde. Hierna ging hij les nemen bij Benjamin Kaplan in Londen. 

## Prijzen
Tussen 1981 en 1983 won Blumenthal prijzen op diverse internationale competities en concoursen waaronder in Leeds in 1981, Sydney in 1981, en Genève en Busoni in 1982. In 1983 werd hij vierde laureaat bij het Koningin Elisabeth Concours in België.

## Repertoire
Blumenthal heeft een zeer gevarieerd repertoire wat bestaat uit werken van vele componisten waarvan hij ook vaak onbekende werken aan de vergetelheid ontrukt. Hij geeft solo recitals, concerten, kamermuziekuitvoeringen en begeleidt zangers. Hij heeft meer dan tachtig cd's opgenomen. Hij is de eerste mede-uitvoerder van het Piano Trio van Claude Debussy.

## Activiteiten
Blumenthal is hoogleraar uitvoerend pianospel aan het Koninklijk Conservatorium van Brussel en deeltijd artistiek hoogleraar aan het Thy Kamermuziek Festival in Denemarken. In 1995 was hij jurylid piano tijdens het koningin Elisabeth Concours in Brussel. In 2003 werd hij benoemd tot erelid en muzikaal adviseur van de organisatie Icons of Europe die zich bezighoudt met non-profit cultuurverspreiding.